# Dammard
Dammard est une commune française située dans le département de l'Aisne, en région Hauts-de-France. Situé dans l'ancien Valois son origine est séculaire, son nom vient de l'évêque de Noyon, Saint-Médard.
La commune a été profondément marquée par les combats de la Première Guerre mondiale. Elle a été à ce titre décorée de la croix de guerre en 1920,.

## Géographie

### Localisation
Dammard se situe au sud du département de l'Aisne aux confins de l'Oise et de la Seine-et-Marne, à la limite de l'Orxois et de la Haute-Brie,. Elle fait ainsi partie de l'aire d'attraction de Paris selon la définition de l'Insee.
Elle est composée d'un bourg principal situé à l'est de son territoire et des hameaux de Montmarlet et Montémafroy. Ses habitants sont appelés les Dammardois et les Dammardoises.
Une voie antique La Ferté-Milon - Château-Thierry aurait traversé la commune,.
La commune est proche de l'aéroport Charles-de-Gaulle à Roissy, 45 min en voiture (57 km). Le village est desservi par l'autoroute A4 (24 km / 20 min) ce qui lui permet de relier Reims en moins d'une heure (77 km) ainsi que Paris en 1 h 15 (89 km).
Le village se situe à 20 km de Villers-Cotterêts et de la "Cité de la Francophonie" qui sera installée dans le château de Villers-Cotterêts. Ce projet, dont l'ouverture d'un "musée de la Francophonie" a été annoncé pour l'horizon 2022, s'inscrit dans sa stratégie internationale de promotion du français à l'étranger,.
La commune est située à moins d'une heure de route du parc Astérix (62 km) et 45 min de Disneyland Paris (61 km).

### Communes limitrophes
| La Ferté-Milon    | Passy-en-Valois | Macogny |
| Mareuil-sur-Ourcq | Dammard         | Monnes  |
| Chézy-en-Orxois   | Saint-Gengoulph | Priez   |

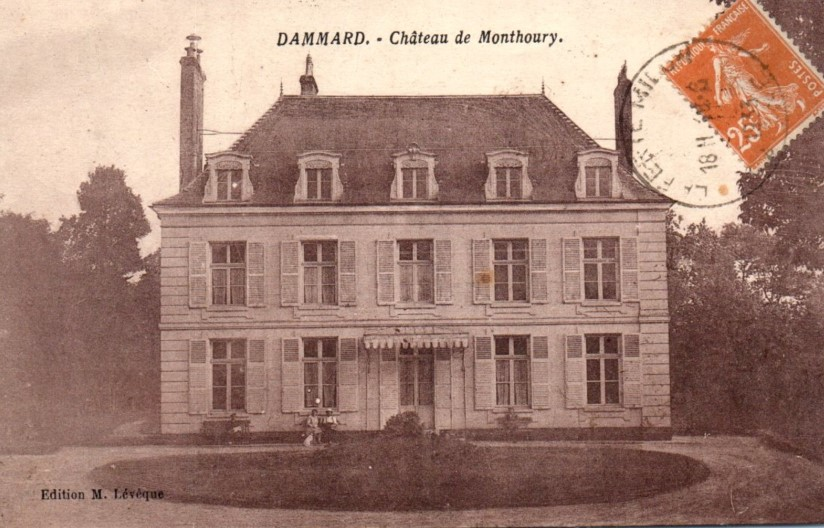
Château de Monthoury.

Le château de Monthoury pourtant très proche de la commune de Dammard ne fait pas partie de la commune. Il est situé sur la commune de Macogny (anciennement Montron). Les cartes postales d'avant guerre illustrent cette confusion entraînée par la proximité du château avec Dammard.
Jean-Baptiste Duchastel de Montflambert (1756 - 1830) fait construire le château de Monthoury au coût de 127 777 francs en 1815.

### Topographie
Dammard se situe en majeure partie sur un plateau à une altitude de 159 m maximum, la partie méridionale de son territoire est marquée par une vallée où coule le ru d'Allan, 77 m au-dessus du niveau de la mer. Les bois de Montigny et de Borny enveloppent la partie ouest du territoire de la commune.

### Hydrographie
La commune est située dans le bassin Seine-Normandie. Elle est drainée par le ru d'Allan, le fossé 01 de Saint-Quentin-sur-Allan, le ruisseau du Rossignol et le ruisseau Villepollin,,.
Le ru d'Allan, d'une longueur de 17 km, prend sa source dans la commune de Sommelans et se jette  dans divers bras de l'Ourcq à Mareuil-sur-Ourcq, après avoir traversé douze communes.

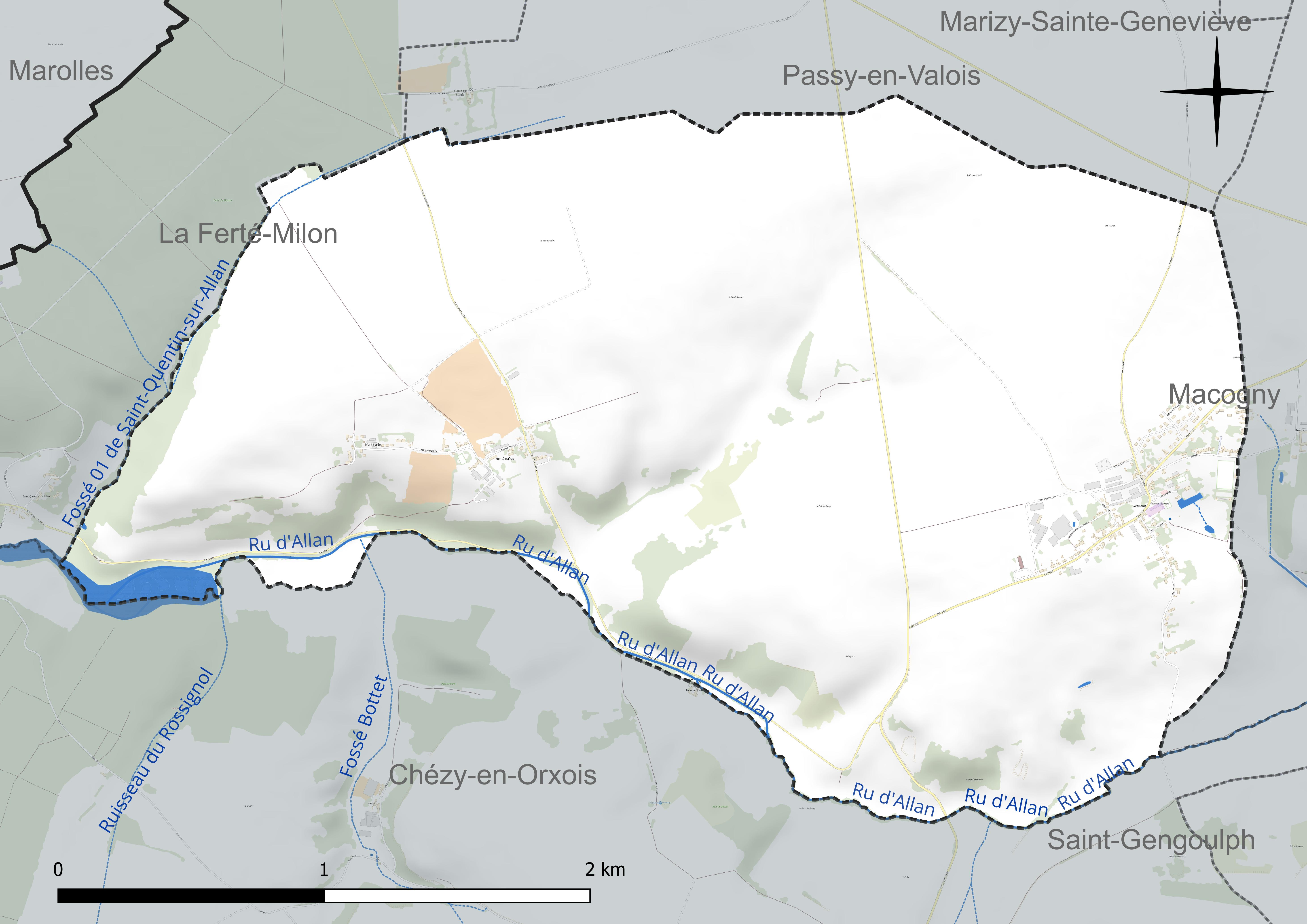
Réseau hydrographique de Dammard.

### Climat
Pour des articles plus généraux, voir Climat des Hauts-de-France et Climat de l'Aisne.
En 2010, le climat de la commune est de type climat océanique dégradé des plaines du Centre et du Nord, selon une étude du CNRS s'appuyant sur une série de données couvrant la période 1971-2000. En 2020, Météo-France publie une typologie des climats de la France métropolitaine dans laquelle la commune est exposée à un climat océanique altéré et est dans la région climatique Nord-est du bassin Parisien, caractérisée par un ensoleillement médiocre, une pluviométrie moyenne régulièrement répartie au cours de l'année et un hiver froid (3 °C).
Pour la période 1971-2000, la température annuelle moyenne est de 10,5 °C, avec une amplitude thermique annuelle de 15,1 °C. Le cumul annuel moyen de précipitations est de 752 mm, avec 11,6 jours de précipitations en janvier et 8,6 jours en juillet. Pour la période 1991-2020, la température moyenne annuelle observée sur la station météorologique la plus proche, située sur la commune de Blesmes à 22 km à vol d'oiseau, est de 10,6 °C et le cumul annuel moyen de précipitations est de 713,0 mm,. Pour l'avenir, les paramètres climatiques de la commune estimés pour 2050 selon différents scénarios d'émission de gaz à effet de serre sont consultables sur un site dédié publié par Météo-France en novembre 2022.

### Paroisse
Dammard fait partie de la paroisse de Saint-Félix-de-Valois.
| Curé de Dammard à travers les siècles | Curé de Dammard à travers les siècles              | Curé de Dammard à travers les siècles | Curé de Dammard à travers les siècles          | Curé de Dammard à travers les siècles                |
| ------------------------------------- | -------------------------------------------------- | ------------------------------------- | ---------------------------------------------- | ---------------------------------------------------- |
| Gaspard Dumont en 1495                | Pierre Prévost en 1529                             | Louis Deverjolet en 1540              | Toussaint Annelin en 1542                      | Jean Regnault en 1552                                |
| Jean Gaucher en 1581                  | Guillaume Morin en 1621                            | Antoine Bourgeois en 1623             | Antoine Bourgeois en 1666 (neveu du précédent) | Jacques de Saint Jude en 1698                        |
| Joseph Lions en 1740                  | Jean Drémont en 1760                               | Bousiquant Pierre Denis en 1803       | Chatelain en 1819                              | Pastre Verdier en 1829                               |
| Caron Jean-Baptiste en 1838           | Jumeau Jules en 1856                               | Allart Valentin en 1858               | Léger Ferdinand en 1860-1891                   | Desservie par Marizy-Sainte-Geneviève de 1891 à 1957 |
| Merle Louis en 1957                   | Desservie par La Ferté-Milon de 1961 à aujourd'hui | Sandron Serge en 1961                 | Vandenboosche Nicolas en 2001                  | Huygues-Despointes Loïc en 2003                      |
| Dingboe Joseph (Benin) en 2003        |                                                    |                                       |                                                |                                                      |

## Urbanisme

### Typologie
Au 1er janvier 2024, Dammard est catégorisée commune rurale à habitat dispersé, selon la nouvelle grille communale de densité à 7 niveaux définie par l'Insee en 2022.
Elle est située hors unité urbaine. Par ailleurs la commune fait partie de l'aire d'attraction de Paris, dont elle est une commune de la couronne,.

### Occupation des sols
L'occupation des sols de la commune, telle qu'elle ressort de la base de données européenne d'occupation biophysique des sols Corine Land Cover (CLC), est marquée par l'importance des territoires agricoles (93,5 % en 2018), une proportion identique à celle de 1990 (93,5 %). La répartition détaillée en 2018 est la suivante : 
terres arables (72,4 %), prairies (17,4 %), zones urbanisées (4,1 %), zones agricoles hétérogènes (3,7 %), forêts (2,4 %).
L'évolution de l'occupation des sols de la commune et de ses infrastructures peut être observée sur les différentes représentations cartographiques du territoire : la carte de Cassini (XVIIIe siècle), la carte d'état-major (1820-1866) et les cartes ou photos aériennes de l'IGN pour la période actuelle (1950 à aujourd'hui).

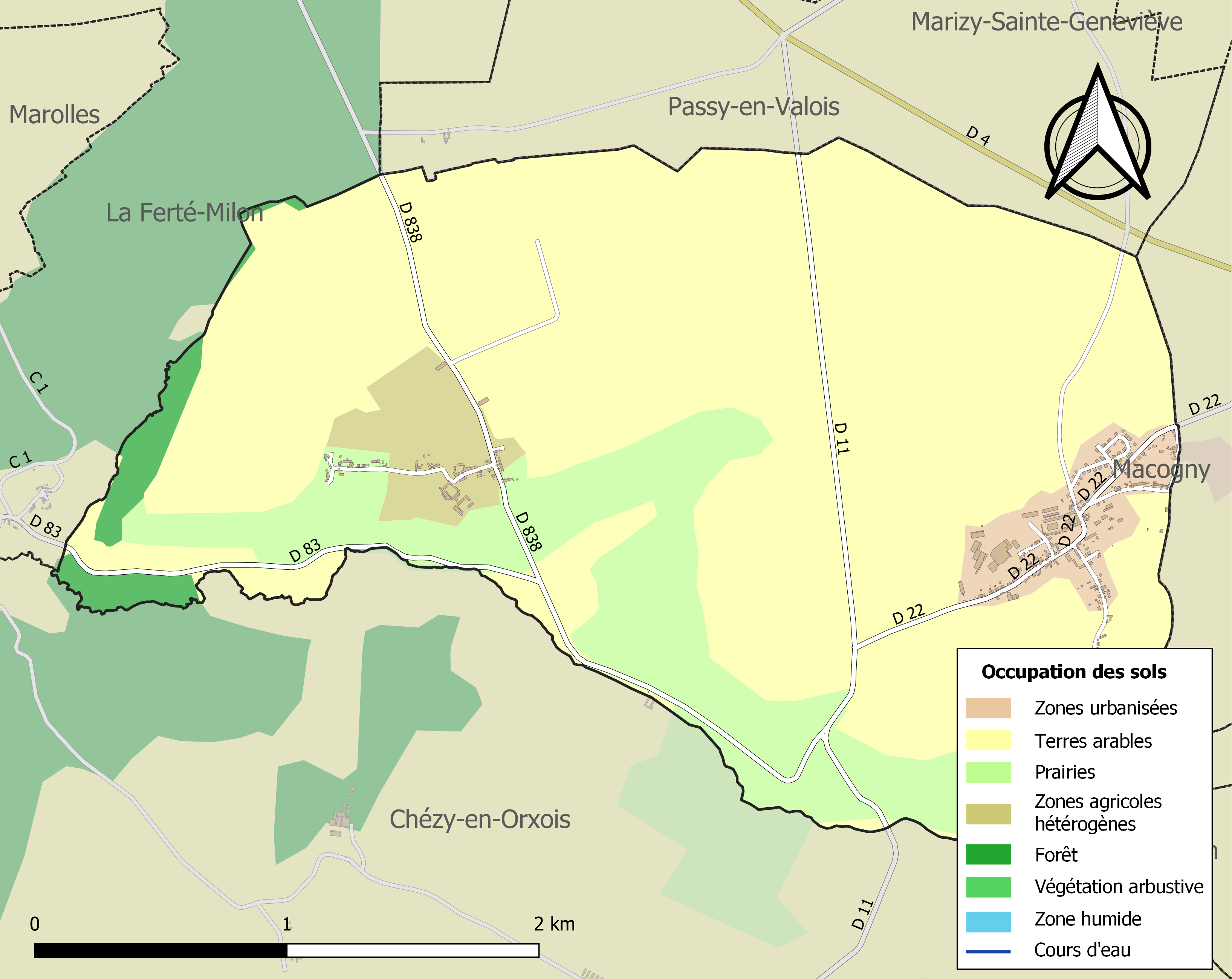
Carte des infrastructures et de l'occupation des sols de la commune en 2018 (CLC).

## Voies de communication et transports

### Transport en commun
La gare la plus proche est celle de La Ferté-Milon, située à 9 km à au nord ouest par la D 4. La gare est desservie par des trains de la Ligne P du Transilien qui assurent des liaisons avec la gare Paris-Est. (1 h de trajet)
Pour rejoindre Paris-Nord il faudra se rendre à Crépy-en-Valois et prendre la ligne K du Transilien (25 min de voiture et 35 min de train soit 1 h de trajet). La gare de Crépy-en-Valois permet aussi la déserte de la ville de Laon.
Un service de transport à la demande (TAD) existent au sein de la communauté de communes Retz-en-Valois. Il permet de relier Dammard à La Ferté-Milon et à Villers-Cotterêts.

### Voies routières
La commune est desservie par la D 4 qui lui permet de relier la Ferté-Milon à l'ouest et Soissons et Château-Thierry via la D 1 à l'est.

## Hydrographie
Le ru d'Allan, affluent de la rivière Ourcq, marque pour partie la frontière sud du territoire de la commune sur une longueur de 3,57 km. Ses affluent sont respectivement sur le territoire de la commune :
- Fossé de Saint-Quentin-sur-Allan[30] sur une longueur de 881 m.
- Ruisseau du Rossignol[31] sur une longueur de 104 m.

Il y avait sur le territoire de la commune à la fin du XIXe siècle deux moulins à eau, Rouzy qui n'était plus exploité en 1884. Le moulin de Rouzy était probablement situé à la ferme du moulin neuf au lieu-dit du même nom. L'autre moulin se situait au lieu-dit de Taillepied au sud ouest du territoire communal, celui-ci à une origine fort ancienne puisqu'il existait déjà au début du XVIe siècle.
L'eau potable d'origine souterraine provient de trois captages différents tous situés sur le Clignon:
- Le captage de Licy-Clignon :

Ce captage a été créé en 1979 au lieu-dit « les Zièbres ». Sa profondeur est de 5 mètres. En 2013, 117 432 m3 d'eau y ont été prélevés. L'eau est prélevée dans les marnes et caillasses du lutétien et les calcaires grossiers du lutétien.
- Le captage de Monthiers :

Ce captage a été créé en 1954 au lieu-dit « le Four à Chaux ». Sa profondeur est de 12 mètres. En 2013, 81 283 m3 d'eau y ont été prélevés. L'eau est prélevée dans les marnes et caillasses du lutétien et les calcaires grossiers du lutétien.
- Le captage de Torcy-en-Valois

## Toponymie
En 1180 le village s'appelait Domnus Marthus, puis a pris le nom de Domnus Medardus.
La commune partage avec la ville de Dampmart en Seine-et-Marne l'origine de son nom actuel. Il vient de l'évêque de Noyon, Saint-Médard ; ainsi le nom de la commune signifie littéralement le domaine de Saint-Médard soit en latin Domnus Medardus (Domaine de Saint-Médard, en formule abréviée Saint-Mard), qui donne en français Dam - mard.
Le nom de la commune a beaucoup varié au cours des siècles ainsi on trouve:
- Dampmard-en-Orxois, 1518 (Hôtel-Dieu de Soissons).
- Dampmard, 1569 (tombe de Robert de Lenoncourt, en l'église de Passy-en-Valois).
- Dammart, 1582 (arch. commune de Dammard).
- Damart, 1621 (tombe de Catherine de Fleurigny, en l'église de Rozel-Saint-Albin).
- Damars, 1709.
- Domart, 1750 (intend, de Soissons).
- Dammards (Cassini), autrefois baronnie.

## Géologie

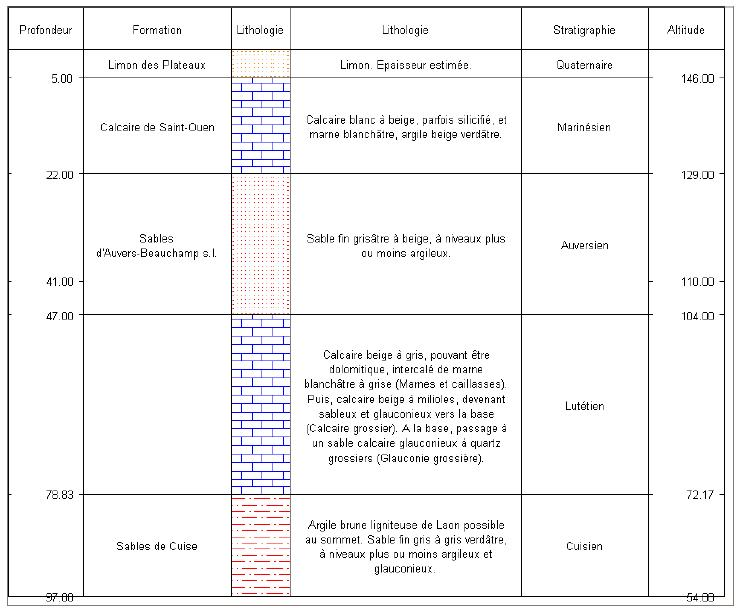
Coupe géologique Dammard

Le sous-sol au droit du bourg est constitué de haut en bas par :
- des limons de plateau
- des formations de gypse, du Bartonien supérieur (Ludien)
- des marno-calcaires de Saint-Ouen, du Bartonien moyen (Marinésien)
- des sables de Beauchamps, du Bartonien inférieur (Auversien)
- des calcaires et des marnes et caillasses du Lutétien supérieur
- des calcaires grossiers du Lutétien moyen
- des pierres à liards et de la glauconie grossière du Lutécien inférieur
- des sables de Cuise de l'Yprésien supérieur (Cuisien)

En allant vers Chézy-en-Orxois, une ancienne sablière encore visible au lieu-dit "la Grande Bruyère" (au sud de la commune) laisse apparaître le sable de Beauchamp au travers d'une carrière ainsi que par des affleurements directs.

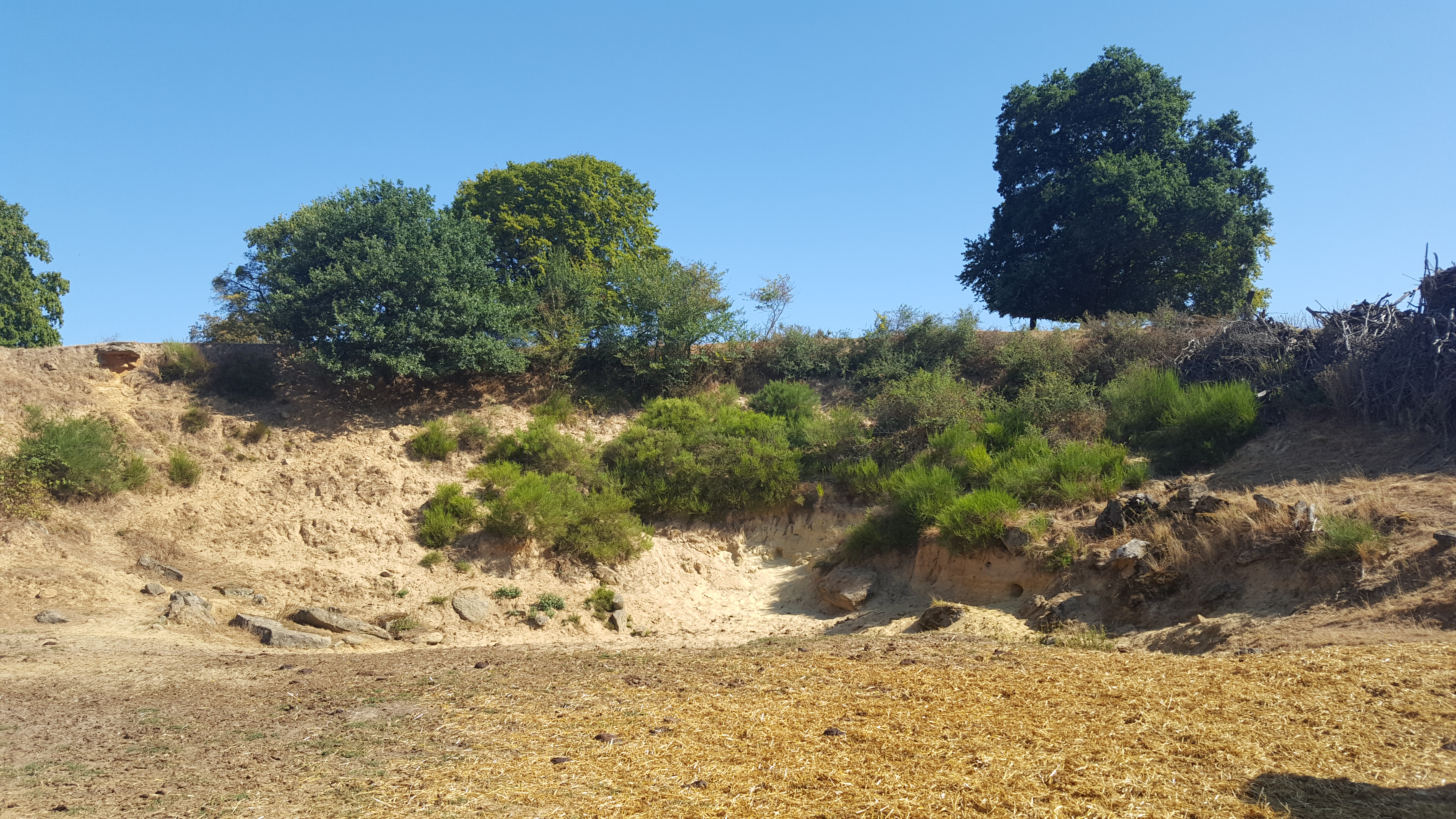
Sablière de Dammard.
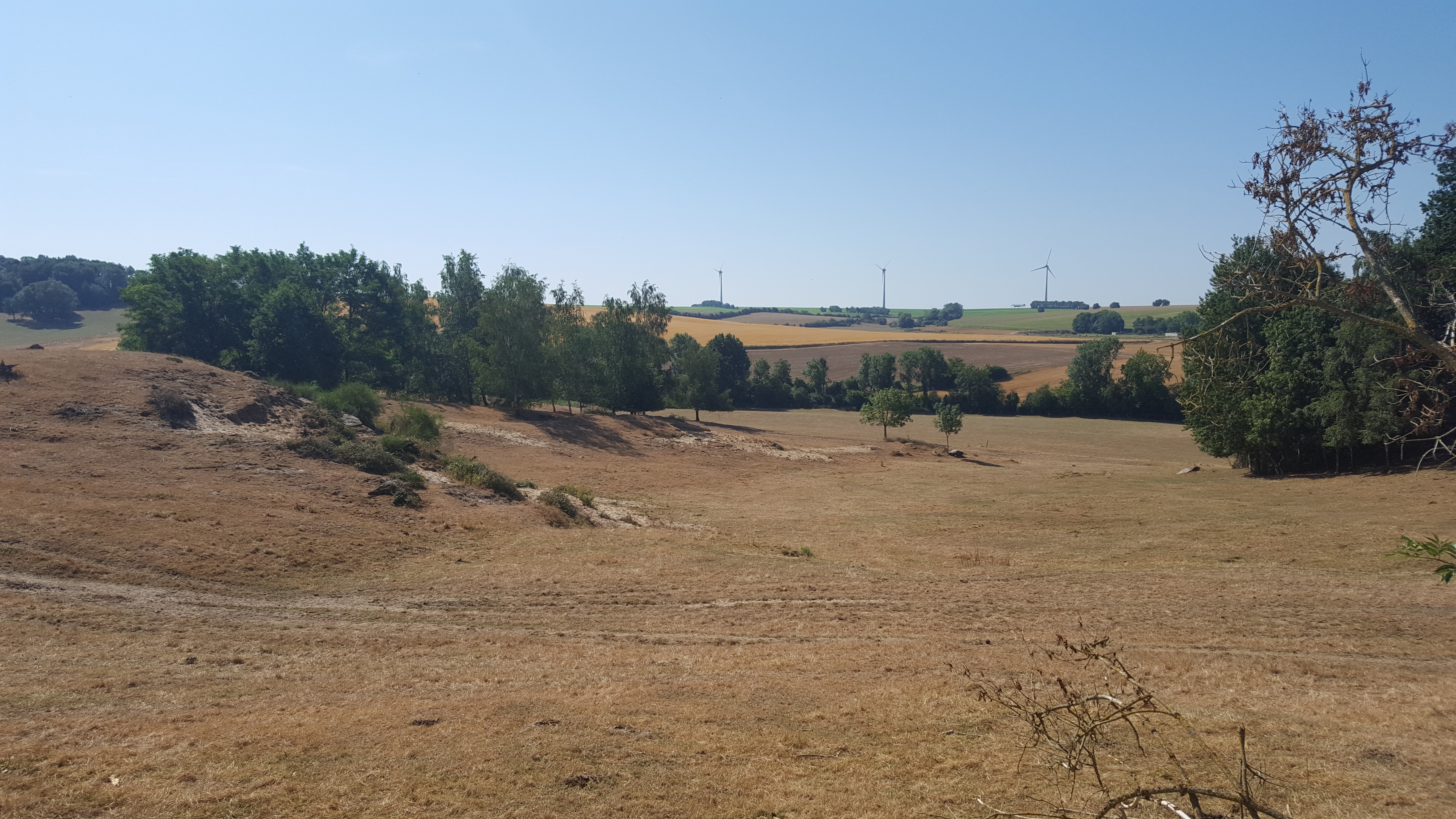
Affleurements directs de sable de Beauchamp, lieu-dit "la Grande Bruyère".

## Histoire
Les habitants de Dammard furent affranchis en 1246, par Jean de Dreux, comte de Braine, leur seigneur suzerain, lequel leur accorda la charte de Saint-Quentin, comme l'avait jurée Bernard de Saint-Valery (V. Saint-Quentin),.
Seigneurs de Dammard :
- 1180. Pons, chev. de Dammart; femme, lda.
- 1227 Guillaume de Dompmart.
- 1240 Guy de Dompmart, chevalier, femme, Marthe
- 1246 Oudard, écuyer de Dompmart, leur fils.
- 1284 Thibaudin de Passy, seign.dud., 3e fils de Pierre IV, seign. de Passy.
- 129. Thibaut de Passy, son fils ; sans enfants,
- vers 1400, Jean de Craon, chevalier, seign. de Dompmart, vidame de Laon ; femme, Marguerite de Châtillon.
- 1499 Jean de Villers-Mélon, s. de Dommard, vicomte de Soissons ; femme, Marguerite de Soissons
- Vers 1520 Florimond de Villers-Saint-Paul, chev., seig.dud. ; femme, Jeanne de Conflans.
- 15.. Robert de Lenoncourt, comte de Vignory ; femme, Josseline de Pisseleu. Leur fille Guillemette porta cette terre à
- 15.. Louis de Fleurigny, dont la fille cadette nommée Catherine la donna en dot à
- 1564 Charles de Ligny, s. de Plessier-Huleu
- 1660 N. de Gourlay, vicomte de Dammart.
- 1664 Messire Louis Faure, conseiller du roi, seigneur et baron de Dampmard ; femme Marie Desseing enterré dans l'église.
- 1685 Jean Faure, seigneur et baron de Dampmard. (Il signe de Faure sur les registres)
- On voyer autrefois à Dammart, les fiefs de Bois de Noloy et de l'Evéché, qui étaient possédés en 1694, par René de Gréle, écuyer
- 17.. Une demoiselle Jeanne Faure a laissé sa terre à M. de Vassan, qui était propriétaire au moment de l'émigration. M de Vassan légua son domaine à M de Walcourt qui le transmit par testament, en 1835, à son cousin Charles de Graimberg de Heidelberg. Les héritiers de ce dernier vendirent la propriété à M.Potel qui était leur fermier.

La seigneurie de Dammard a été la propriété du prince de Condé au début du XVIIe siècle.
Village de l'ancien Valois, autrefois de la généralité de Soissons, du bailliage de Château-Thierry, élection de Crespy, diocèse de Soissons.

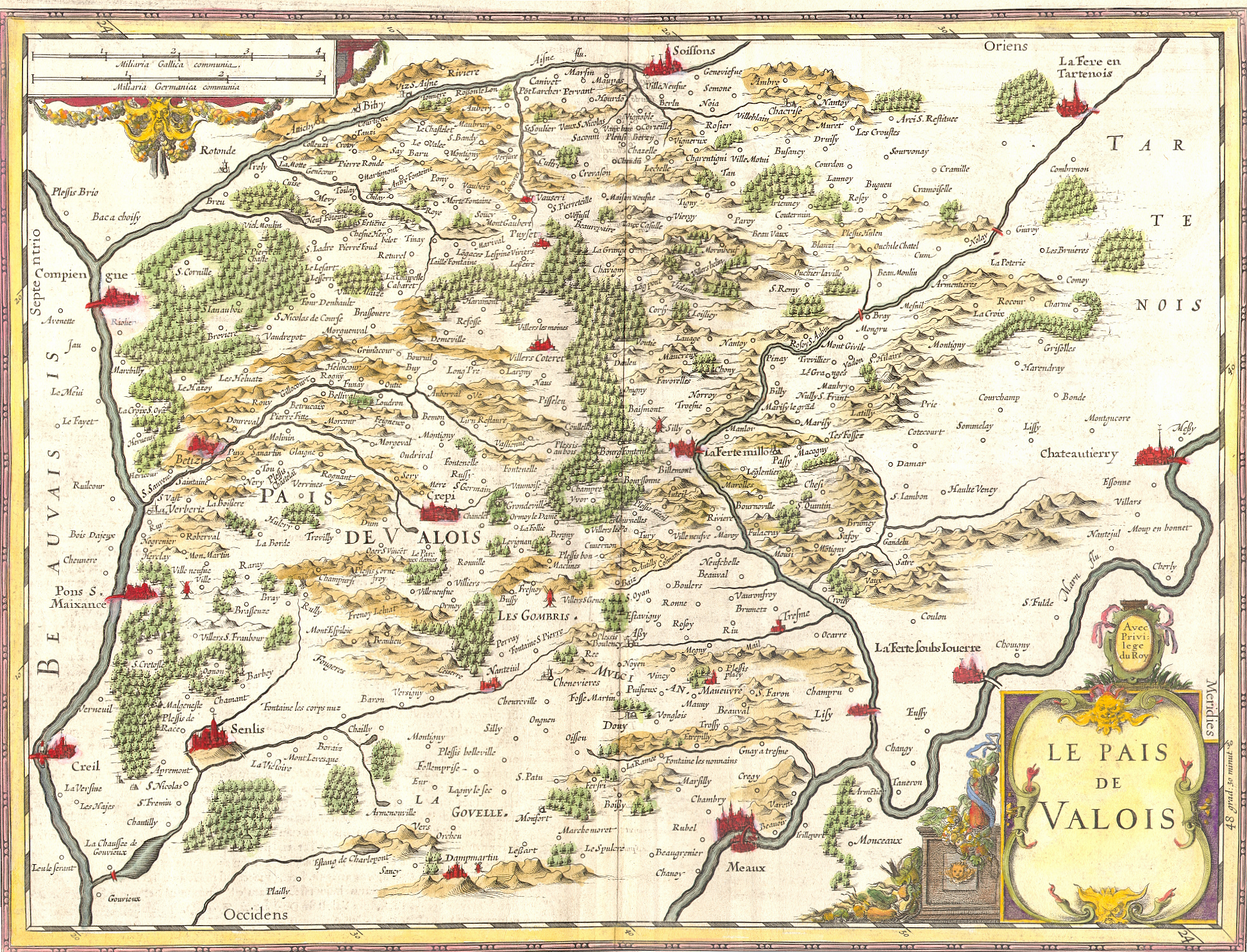
Carte pays du Valois en 1620 (Hondius).

Le territoire et les environs de la commune ont été le cadre de nombreux faits d'armes. Ainsi le 3 mars 1814, où Napoléon Ier battit les troupes de Blücher qui tenaient la ligne La Ferté-Milon, Neuilly-Saint-Front et Oulchy-le-Château ; de vifs combats furent livrés aux environs de Chouy, du bois de Dammard (ce bois n'existe plus aujourd'hui, il a été localisé aux abords de Neuilly-Saint-Front, à l'emplacement de la nécropole nationale de Neuilly-Saint-Front, établie en 1919 et abritant 2 039 corps), de Rozet-Saint-Albin, de Vichel-Nanteuil et sur les bords de l'Ourcq.
Dans son ouvrage F. Koch expose ces combats faisant partie de la campagne de France de 1814  dont voici un extrait :
"Les maréchaux découvrirent vers dix heures du matin l'arrière-garde à la hauteur de Passy ; l'infanterie étant encore trop éloignée, il fut enjoint au général Doumerc de tourner l'ennemi par sa gauche avec une partie de sa cavalerie, pendant que l'artillerie légère la canonnerait vivement de front. C'était une chose aisée qui ne réussit pourtant pas ; cet officier général ne trouvant pas le chemin le plus court pour opérer son mouvement, le feld-maréchal eut le temps de faire des dispositions. Se voyant sur le point d'être accablé, il fit prendre la droite de son arrière-garde à la réserve de cavalerie du général Kleist, la gauche à celle du comte Langeron, et les fit appuyer à 5oo pas en arrière, par les brigades Klux et Pirch, entre lesquelles se trouvait un bouquet de bois (le bois de Dammard); enfin, il jeta un bataillon dans la ferme à droite de ce petit bois, et y plaça 16 pièces de canon.
Dans cette position, il fallait s'attendre à tout, car le défilé de l'Ourcq était obstrué par l'infanterie, l'artillerie et les bagages des autres corps d'armée. Si la cavalerie du général Doumerc avait donné comme on s'y attendait, cette arrière-garde eût été fort compromise ; mais elle ne put l'aborder assez tôt, ni avec assez de vigueur, et ne lui fit que quelques prisonniers. L'infanterie du duc de Raguse arriva trop tard pour agir simultanément; en sorte que l'ennemi eut le temps de repasser l'Ourcq et d'éviter le choc. II s'engagea seulement des deux rives, un feu très-vif d'artillerie et de mousqueterie : 24 pièces de gros canon et une nuée de tirailleurs défendaient le pont et écartaient la cavalerie française des gués qu'indiquait, en les passant, celle des Alliés. Ce ne fut qu'à cinq heures qu'elle se retira avec une perte de 5 à 6oo hommes, regardée comme très-légère, en comparaison du mal qu'aurait pu lui causer une attaque prompte et vigoureuse.
La situation de l'armée de Silésie n'était rien moins que rassurante, fille continuait son mouvement sur l'Aisne eu deux colonnes, par Blancy et Parcy et par la grande route de Soissons, toute l'artillerie légère et la cavalerie formant l'arrière garde. A la vérité, elle s'approchait des corps de Bulow et Winzingerode ; mais le dernier seulement était sur la rive, droite de l'Aisne ; et le feld-maréchal n'ayant aucun passage favorable d'assuré, pressé en queue par les maréchaux qui se trouvaient établis à Neuilly-Saint-Front, allait voir arriver sur son flanc gauche, l'Empereur dont l'avant-garde s'approchait de Rocourt, Déjà une de ses colonnes de bagages était tombée dans l'armée française, et il courait risque d'être acculé à l'Aisne, lorsqu'un heureux hasard, lui ouvrit une voie de salut."
Durant la grande guerre, les 17e et 18e régiments de chasseurs ont libéré la commune les 1er et 2 juin 1918. Au cours de ces combats les soldats furent des exemples d'audace, de dévouement, d'endurance et même d'héroïsme donnés par les gradés et chasseurs du 18e malgré la fatigue occasionnée par cinq jours et cinq nuits consécutives passés sans pouvoir prendre aucun repos. Ainsi une plaque inaugurée le 19 mai 1931 par les généraux Rivain, Prax et de Gastines commémore ces faits d'armes dans le village,.
En juillet 1918 le village a été le cadre de violents combats qui ont conduit à sa libération définitive. Cette libération s'inscrit dans le cadre de la seconde bataille de la Marne,,. De tous les départements, ravagés par la guerre, l'Aisne est incontestablement celui qui a le plus cruellement souffert. La grande guerre a ravagé en grande partie le village,,, voir les illustrations de l'église en ruine et des maisons du village.

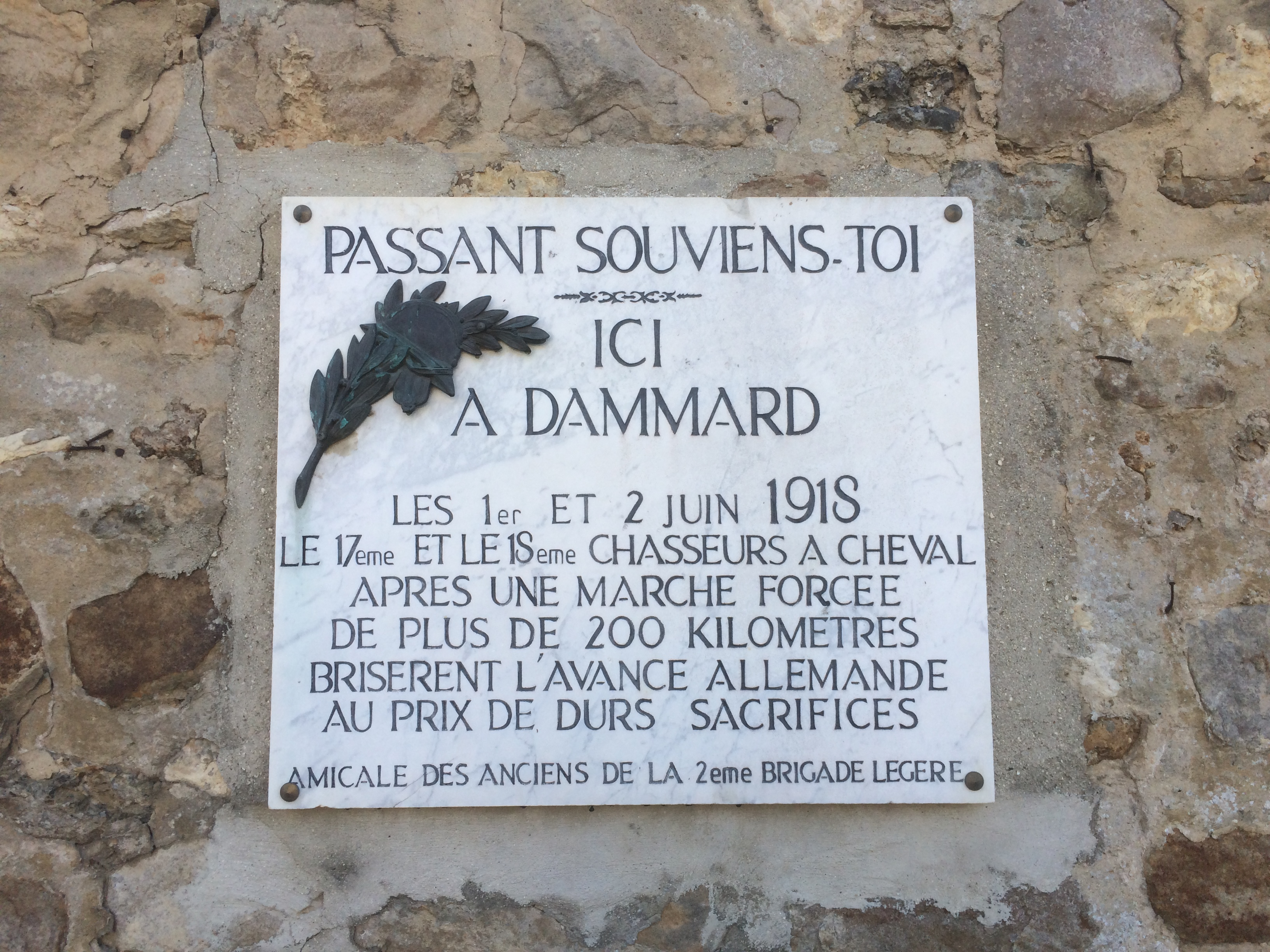
Plaque commémorative 1918.
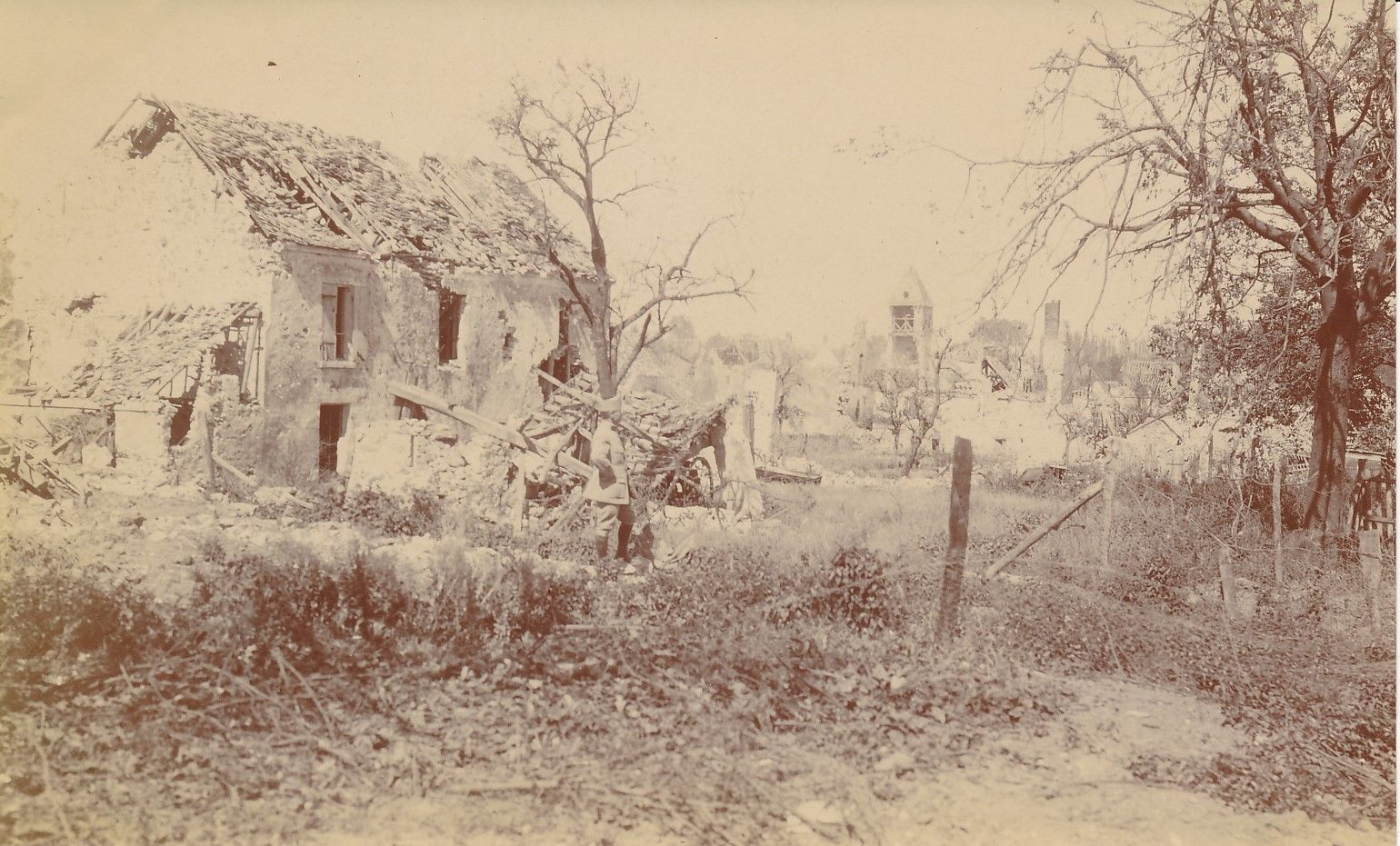
Ruine guerre 1914-1918.
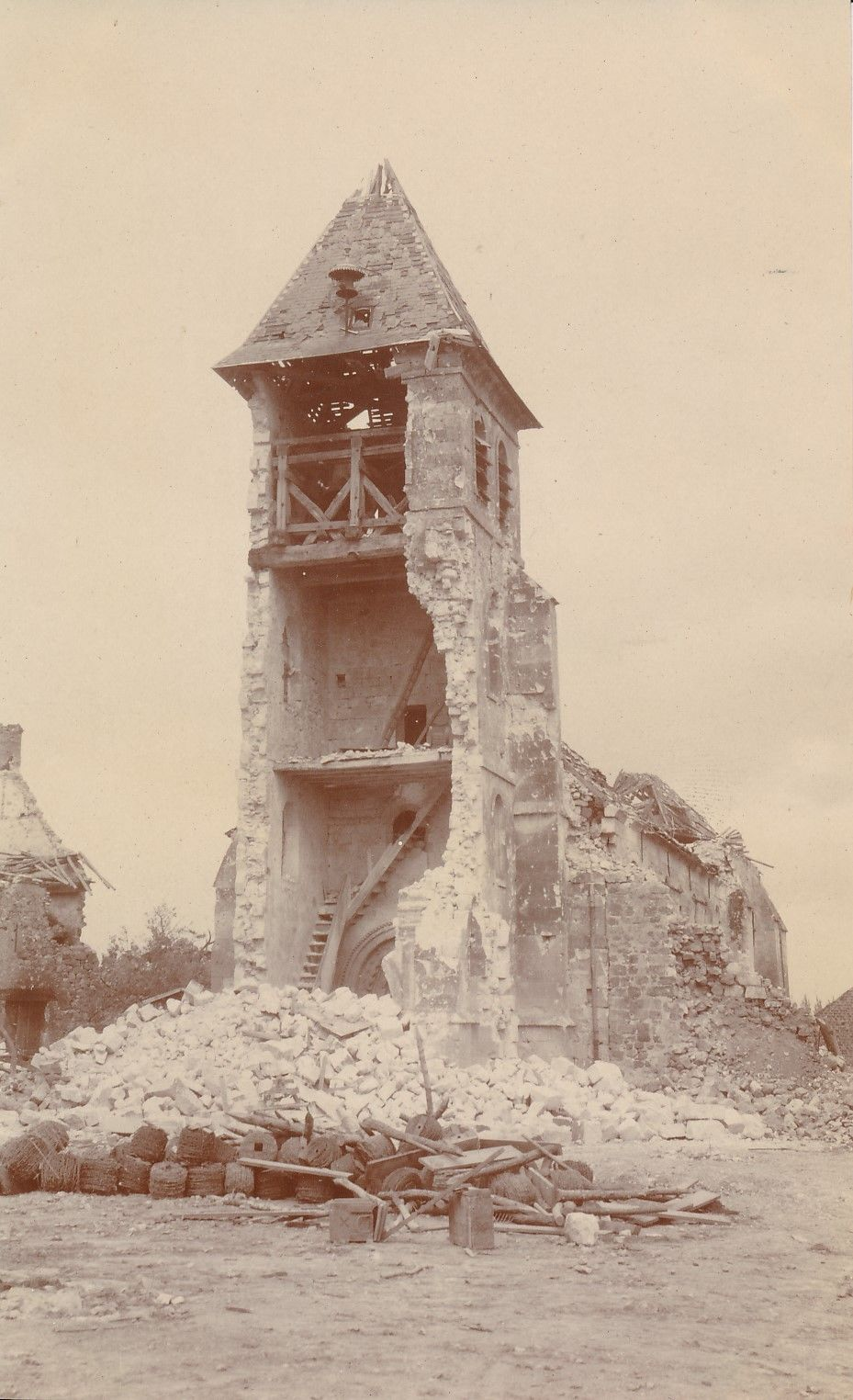
L'église en ruine 1918.
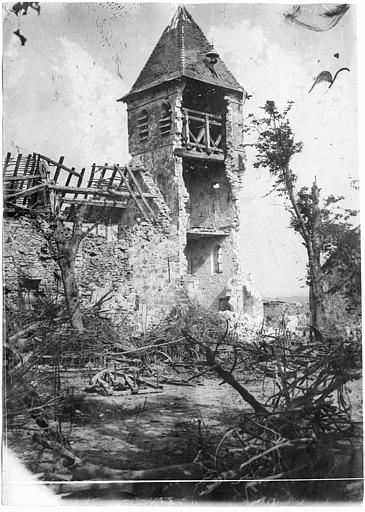
L'église en ruine 1918.
- Dammard, 6 juin 1918 photo aérienne allemande

## Politique et administration

### Découpage territorial
La commune de Dammard est membre de la communauté de communes Retz-en-Valois, un établissement public de coopération intercommunale (EPCI) à fiscalité propre créé le 1er janvier 2017 dont le siège est à Villers-Cotterêts. Ce dernier est par ailleurs membre d'autres groupements intercommunaux.
Sur le plan administratif, elle est rattachée à l'arrondissement de Soissons, au département de l'Aisne et à la région Hauts-de-France. Sur le plan électoral, elle dépend du  canton de Villers-Cotterêts pour l'élection des conseillers départementaux, depuis le redécoupage cantonal de 2014 entré en vigueur en 2015, et de la cinquième circonscription de l'Aisne  pour les élections législatives, depuis le dernier découpage électoral de 2010.

### Administration municipale
Le nombre d'habitants de la commune étant compris entre 100 et 499, le conseil municipal se compose de onze membres.
Par arrêté préfectoral du 20 décembre 2016, la commune est détachée depuis le 1er janvier 2017 de l'arrondissement de Château-Thierry pour intégrer l'arrondissement de Soissons.

#### Liste des maires
| Période         | Période                       | Identité      | Étiquette | Qualité                                  |
| --------------- | ----------------------------- | ------------- | --------- | ---------------------------------------- |
| 26 janvier 1958 | mars 1965                     | Clément Roard | PCF       | Instituteur puis directeur d'école       |
| mars 2001       | mars 2008                     | Guy Ferte     |           |                                          |
| mars 2008       | En cours (au 12 juillet 2020) | Denis Carion  | DVG       | Retraité Réélu pour le mandat 2020-2026, |

### Intercommunalité
La commune fait partie de la communauté de communes de Retz-en-Valois.

## Population et société

### Démographie
L'évolution du nombre d'habitants est connue à travers les recensements de la population effectués dans la commune depuis 1793. Pour les communes de moins de 10 000 habitants, une enquête de recensement portant sur toute la population est réalisée tous les cinq ans, les populations de référence des années intermédiaires étant quant à elles estimées par interpolation ou extrapolation. Pour la commune, le premier recensement exhaustif entrant dans le cadre du nouveau dispositif a été réalisé en 2008.

En 2022, la commune comptait 375 habitants, en évolution de −3,1 % par rapport à 2016 (Aisne : −1,97 %, France hors Mayotte : +2,11 %).
| 1793 | 1800 | 1806 | 1821 | 1831 | 1836 | 1841 | 1846 | 1851 |
| ---- | ---- | ---- | ---- | ---- | ---- | ---- | ---- | ---- |
| 302  | 344  | 323  | 317  | 343  | 352  | 352  | 343  | 338  |

| 1856 | 1861 | 1866 | 1872 | 1876 | 1881 | 1886 | 1891 | 1896 |
| ---- | ---- | ---- | ---- | ---- | ---- | ---- | ---- | ---- |
| 317  | 272  | 286  | 272  | 261  | 238  | 230  | 240  | 223  |

| 1901 | 1906 | 1911 | 1921 | 1926 | 1931 | 1936 | 1946 | 1954 |
| ---- | ---- | ---- | ---- | ---- | ---- | ---- | ---- | ---- |
| 250  | 279  | 301  | 245  | 342  | 281  | 370  | 408  | 437  |

| 1962 | 1968 | 1975 | 1982 | 1990 | 1999 | 2006 | 2008 | 2013 |
| ---- | ---- | ---- | ---- | ---- | ---- | ---- | ---- | ---- |
| 433  | 461  | 421  | 373  | 441  | 418  | 419  | 419  | 401  |

| 2018 | 2022 | - | - | - | - | - | - | - |
| ---- | ---- | - | - | - | - | - | - | - |
| 370  | 375  | - | - | - | - | - | - | - |

### Enseignement
Dammard se trouve dans l'académie d'Amiens (rectorat), l'école élémentaire publique de la commune dépend de l'inspection académique de l'Aisne. Elle compte 2 classes et un total de 42 élèves, dans le cadre du regroupement pédagpogique Monnes, Dammard, Chézy-en-Orxois,.

### Jumelage
Le village a été jumelé avec Teichwolframsdorf en République démocratique allemande. dans les années 1960.

### Média
La commune est dotée d'un réseau Internet très haut débit via fibre optique depuis février 2019.

### Sports
La commune de Dammard abrite un club de tir à l'arc depuis 1622 ou 1722 selon les sources. Le club participe et organise comme en 2006, les bouquets provenciaux. 

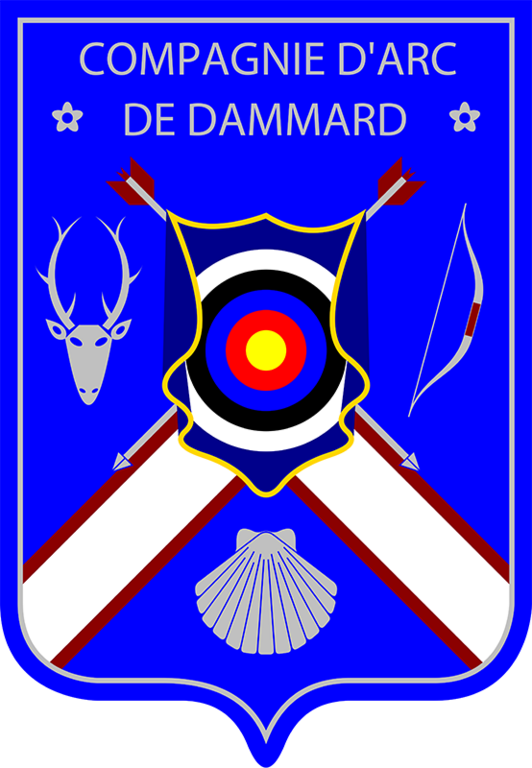
Blason compagnie d'arc de Dammard

Elle est aussi doté d'un club de football ainsi que d'un club aquariophile.

## Lieux et monuments

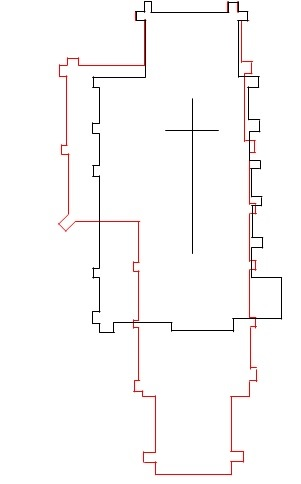
Plan de l'église post et avant guerre de 14-18 (en rouge l'ancien tracé).

### Église
Après la Première Guerre mondiale, l'église Saint-Médard a vu son architecture profondément remaniée. Durant les combats de la bataille de la Marne, le monument a été presque totalement détruit. Celle-ci faisait 38,5 mètres de long alors qu'aujourd'hui elle n'en fait plus que 24,6 mètres. Les modifications liées aux dommages de guerre ne concernent pas uniquement les dimensions de l'église, voir photos actuelles de l'église et à la sortie de la grande guerre. La comparaison du plan de l'église avant la grande guerre et du plan actuel met en lumière les nombreux changements opérés sur le bâtiment. À l'origine l'église était composée d'une nef sans bas-côtés, d'un transept pourvu d'un unique croisillon au nord. Le chœur datait du XIIe siècle ainsi que la croisée du transept, ces parties ont été assez bien conservées malgré les bombardements de la grande guerre. Les voûtes de la nef dataient de 1631.
La cloche de l'église Saint-Médard a fait l'objet d'un classement au monument historique. Celle-ci d'une hauteur de 90 cm et d'un diamètre de 1,20 m pèse 1 066 kg. Elle comprend cinq ornements (appelés cartouches) : les armes royales, la crucifixion, une Vierge à l'enfant, sainte Barbe et saint Eloi. La cloche reçut le nom de Charité, elle a été coulée en bronze en 1583, la cloche a été bénie la même année par Charles de Roussy évêques de Soissons.

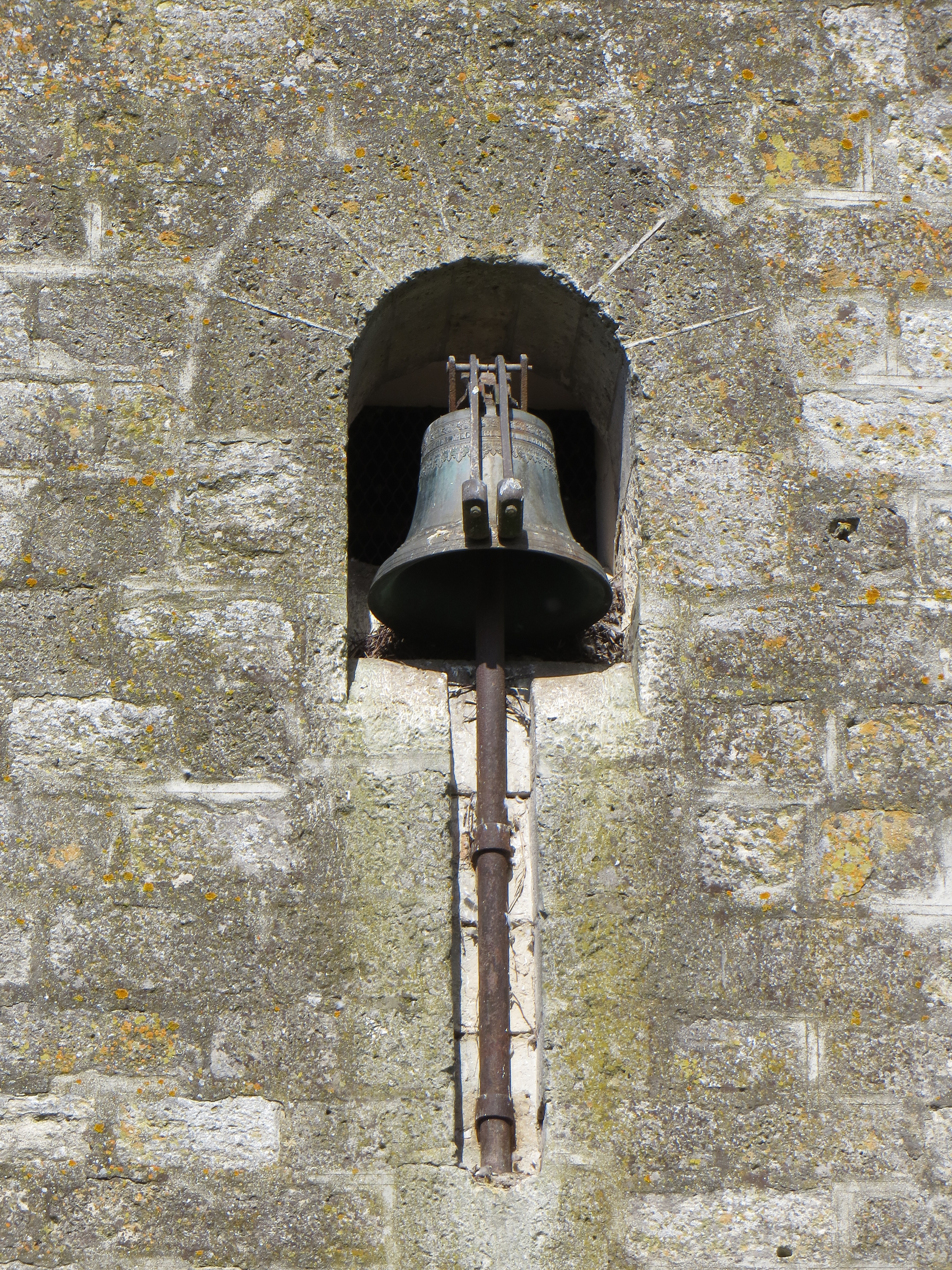
Cloche de l'église Saint-Médard, placée sur le mur - cloche de l'église sonnant la demie : alt=fichier sonore

On peut y lire les inscriptions suivantes :
1re ligne :
Croix très forte sur piédestal, Mc CHARLES DE ROUCY ESUESQUE DE SOISSONS MESSIRE NICOLAS DE LION Sr DESPAULX DAME IVACINE DE PICELEU DAME DESPAULX CONTESSE DOIRIERE DE VIGNORY MESSIRE L DE
2e ligne :
Croix, FLEURIGNY DAME G DE LENONCOURT SA FEME HENRY DE QUINQUANPOIS CONTE DE VIGNORY AAGE DE CINQ ANS R DE FONTAINE ESCUIER DAEL A DE LIMER R DU VERIOLET.
3e ligne :
Croix très forte sur piédestal, A DE MONOY SA FEME IOS DU VERIOLET ESCUIER Mr A POIGNANT LIEUTn DU ROY Me V. POIGNANT PRr DU ROY M. GAULTIER CAPte DE NULLY Mme C MONTUELLE ESLEU Me I RACINE ARGENTIER.
4e ligne :
En minuscule gothique de plus grande taille à la suite d'une crucifixion avec la Vierge et saint Jean.

### Lavoir
Un lavoir est présent au sein de la commune.

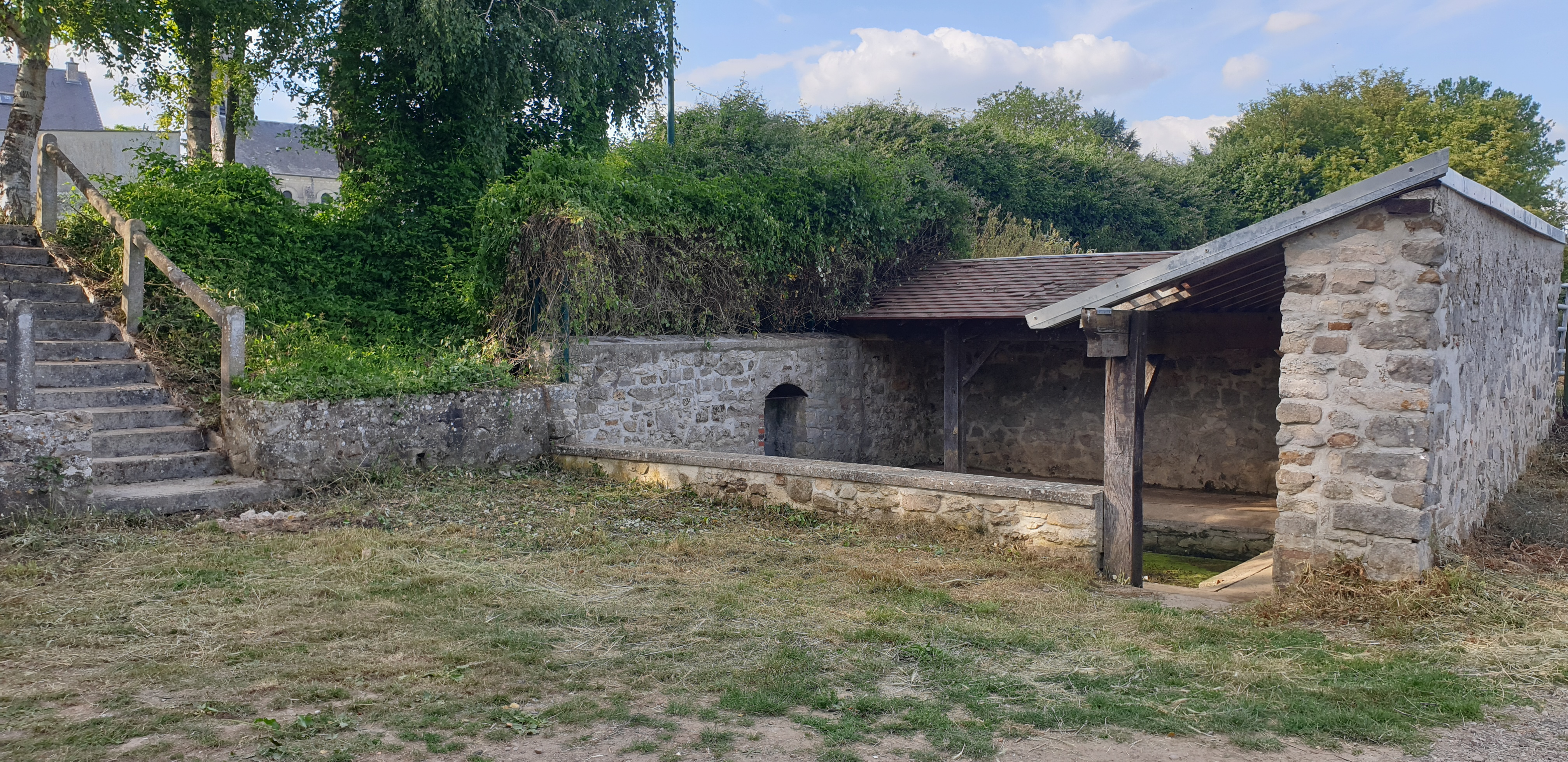

## Économie

### Entreprises et commerces
Une distillerie a vu le jour à Dammard en 1903. Elle cessa son activité en 1969 et a été progressivement transformée en conserverie dans les années 60.

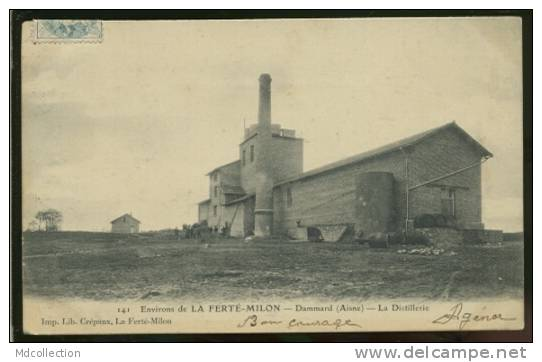
Distillerie de Dammard avant la grande guerre

### Revenus de la population et fiscalité
En 2016, le revenu fiscal médian par ménage était de 21 002 €.

## Culture locale et patrimoine

### Gastronomie
Le ru d'Alland fournissait des écrevisses de premier choix appréciées et connues jusque Paris. Elles se faisaient déjà rares à la fin du XIXe siècle, elles ont complètement disparu à ce jour.

### Littérature

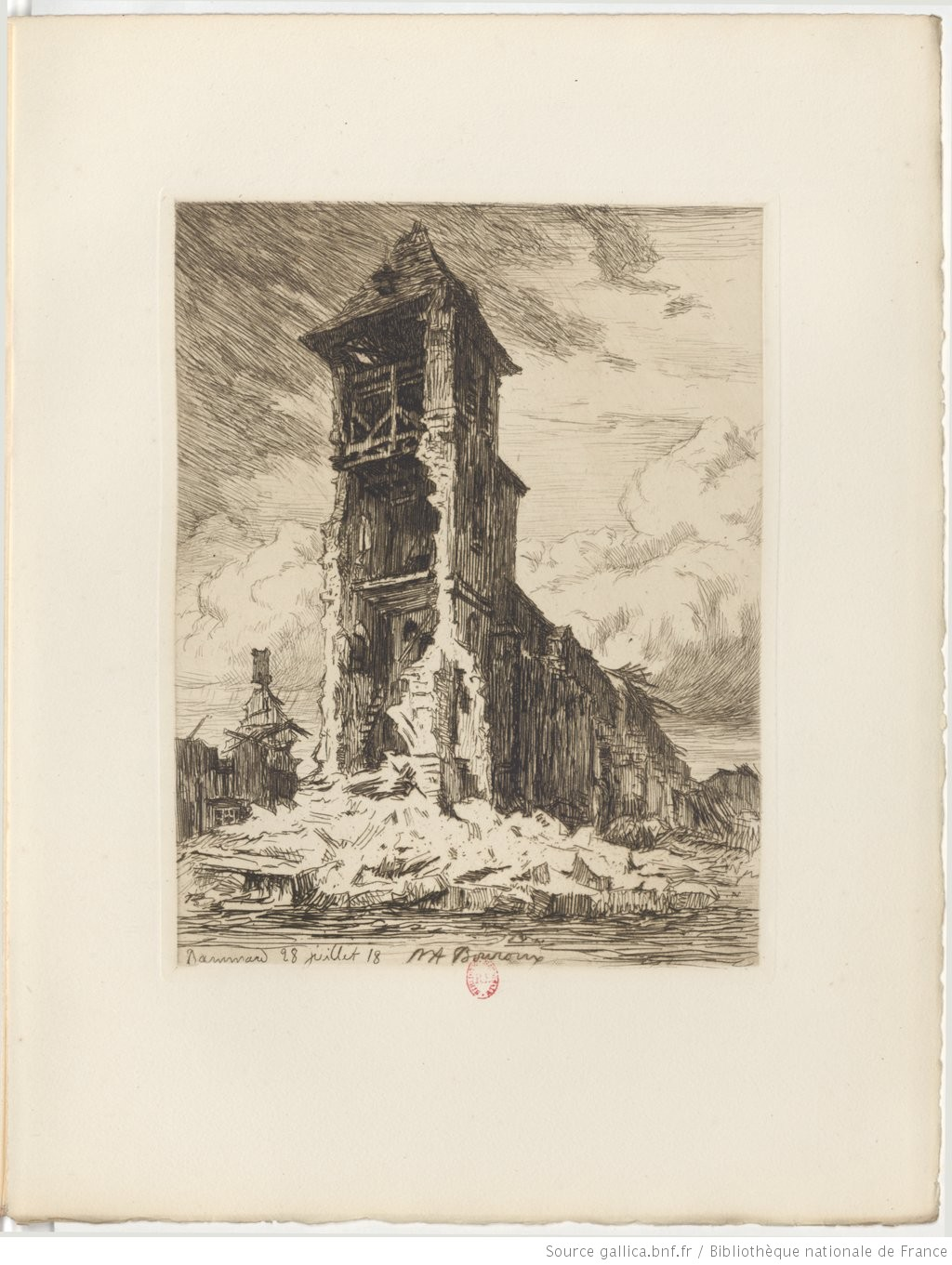
Illustration de la Mer aux Vosges : église de Dammard en ruine.

De la Mer aux Vosges, Franc-Nohain Paris de Boccard 1921, illustration de Paul Adrien Bouroux. Dans cet ouvrage, l'auteur raconte au travers de la seconde bataille de la Marne, la reconquête entre autres du village de Dammard, y figurent de nombreuses illustrations de Dammard en ruine à la suite de la grande guerre.
Le nom de la commune figure dans un Épître de Franc-Nohain à Jean de La Fontaine "du Pélican et quelques autres" dont voici un extrait :
Il n'est pas jusqu'au cormoran
Qui, sur le bord d'un étang, 
N'apparaisse :
Et pas un mot du Pélican !
Et l'on viendra encor prétendre
Que vous étiez observateur, 
Et que vous aviez l'art d'étudier les mœurs
Des bêtes petites et grandes!...
Vous avez l'inouï bonheur
De voir un pélican tête à tête, – une aubaine –
Et l'ample comédie à cent actes divers
Se déroule sans lui, sans qu'il soit, dans vos vers, 
Un rôle à lui donner, Monsieur de La Fontaine !...
Lors ne nous dites plus que, sans autre souci, 
Quand vous vous promeniez tout autour de Chaûry, 
Sur les bords de la Marne ou dans le bois de Blesmes, 
« Flore, écho, les zéphirs et leurs molles haleines.
Le vert tapis des prés, et l'argent des fontaines », 
Les animaux grands et petits
Occupaient seuls vos yeux et vos esprits, 
Vous leur demandiez tous vos thèmes.
Vous parlez dix-sept fois- du lion ; mais d'hasard
En voyiez-vous beaucoup en allant à Dammard, 
Ou à la Fontaine-Regnard, 
De lions ou de léopards ?
Non plus de dauphins, que je sache !
Et si vous avez vu des singes, des guenons, 
Chez la duchesse de Bouillon, 
Les écureuils, à la queue en panache, 
Fuyant de branche en branche aussitôt que paraît
Monsieur le Maître des Forêts, 
Les écureuils roux qui croquaient
Des noisettes, non des pistaches
Vous ne les avez remarqués
Que sur le blason de Fouquet !....
L'auteur fait allusion directement au lien qu'entretient Jean de La Fontaine avec Dammard (voir Personnalités liées à la commune).
Pierre Marcel Pathias alias Annibal de Monchanut, poète et avocat a écrit un recueil de poésie "La muse casquée et les héros bleus". Dans celui-ci il y décrit la bataille de Dammard du 18 et du 19 juillet 1918 au travers d'un long poème dont voici un extrait :
[ ]
Mais trêve à ce doux badinage!
Dis-toi bien que tu vas au feu
Et que terrible est le carnage;
Recommande ton âme à Dieu;
Reporte toute ta pensée
Sur la pauvre mère angoissée
Qui prie en t'attendant là-bas;
Implore ton salut pour elle
Qui souffrirait peine mortelle
Si tu ne t'en revenais pas.
[ ]

### Personnalités liées à la commune
- Jean de La Fontaine y a possédé une ferme[93],[94] ainsi que Jean Racine[95].
- Hélène Gutemberg dite Véra Belmont, réalisatrice et productrice de cinéma, a possédé une maison secondaire dans le village.
- Jean Pigot dit Jean le Mauve avait son atelier de typographie à Dammard durant les années 1970 et 1980. Il était lui-même auteur[96],[97],[98],[99].

### Paysages
L'aquarelliste Jean-Charles Decoudun a saisi dans sa série "Le Valois" un paysage d'hiver de Dammard.
Les peintres Fernand Pinal et Joseph Le Tessier surnommé "le fauve de l'Orxois", ont immortalisé au début du XXe les paysages aux alentours de Dammard.

Paysage de l'Orxois par Joseph Le Tessier.

### Faune et flore
On rencontre et surtout on entend, au gré des promenades sur le territoire de Dammard, des crapauds sonneur à ventre jaune en particulier à proximité des étangs.

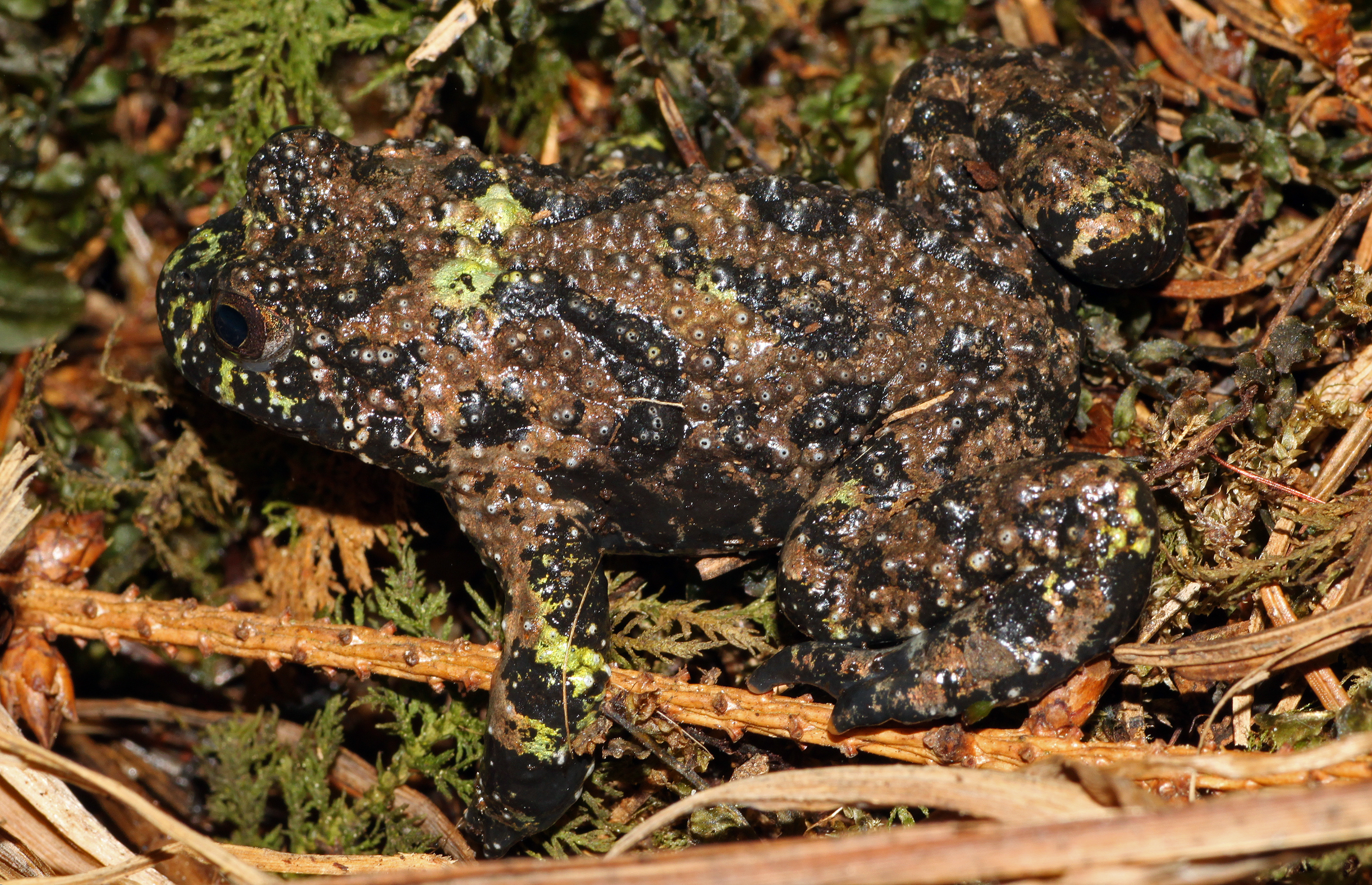
Crapaud sonneur à ventre jaune.

Un certain nombre d'espèce, dont certaines menacées comme la grive litorne et la cigogne blanche, ont été observées sur le territoire de Dammard.
La commune de Dammard est concernée par une zone naturelle d'intérêt écologique, faunistique et floristique (ZNIEFF) :
La ZNIEFF du BOIS DE MONTIGNY ET DE BORNY (Identifiant national : 220013563)

## Pour approfondir